# Ferruccio Lamborghini

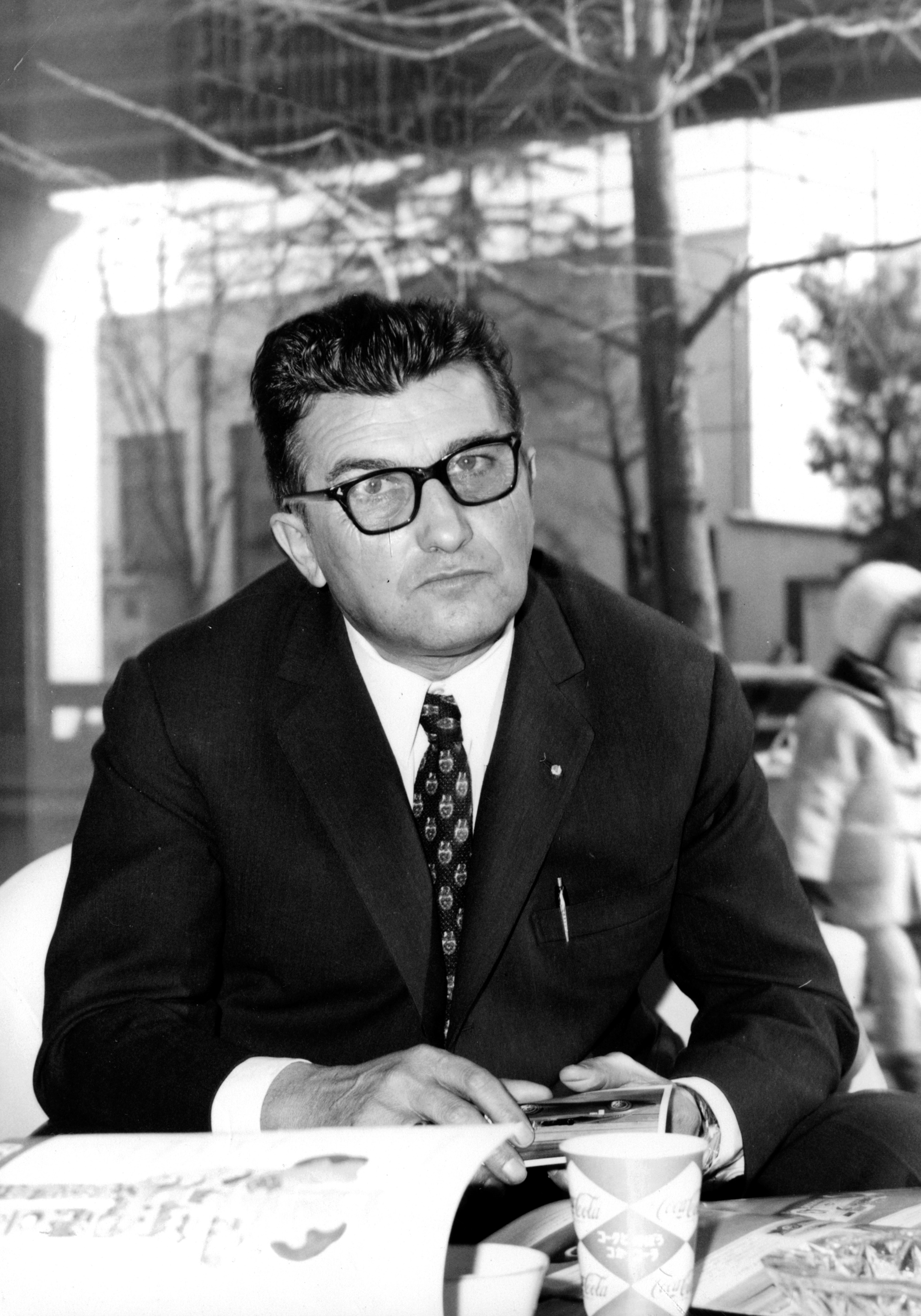
Ferruccio Lamborghini

Ferruccio Lamborghini ([ferˈruttʃo lamborˈgiːni], * 28. April 1916 in Cento; † 20. Februar 1993 in Perugia) war ein italienischer Ingenieur, Unternehmer, Automobil- und Hubschrauberkonstrukteur, Vater der Automarke Lamborghini und bekannter Winzer.

## Jugend, Militär
Ferruccio Lamborghini wurde in Cento geboren, einem kleinen Dorf in der Nähe von Bologna. Seine Eltern Antonio und Evelina Lamborghini waren Bauern, die Wein herstellten. Schon als Kind zeigte er Interesse an Technologie und Mechanik. Er beendete seine technischen Studien in Bologna, und schon kurze Zeit später konnte er sein Wissen testen, als ihm im Zweiten Weltkrieg die Reparatur von Militärfahrzeugen auf Rhodos in Griechenland übertragen wurde.

## Traktoren
Nach dem Krieg kaufte Lamborghini alte Militärfahrzeuge auf und baute sie zu traktorenähnlichen Fahrzeugen (italienisch: carioche) um, die im Nachkriegs-Italien dringend benötigt wurden. Die Idee hierfür hatte er einer Legende zufolge auf seiner Hochzeitsreise, die er dafür vorzeitig abbrach. Er gründete 1949 in Cento ein Unternehmen namens Lamborghini Trattori, das Traktoren herstellte. Seine Traktoren konnten dadurch wenig später (1952) mit Zwei-, Drei- und Vierzylinder-Dieselmotoren geliefert werden, die aus Lamborghinis Konstruktion und Produktion stammten.
Schon 1954 bot er als erster Traktorenhersteller Direkteinspritzung und Luftkühlung an. Unter anderem dadurch zählte Lamborghini bald zu den größten Traktorenherstellern Italiens.

## Brenner und Klimaanlagen
Neue Herausforderungen suchend fing Ferruccio Lamborghini nach einem Besuch in den USA an, Heizungen und Klimageräte herzustellen. Hierfür gründete er die Firma „Lamborghini Bruciatori“.

## Hubschrauber
Mit dem damit verdienten Geld stürzte sich Ferruccio Lamborghini in ein Unternehmen, von dem er schon lange geträumt hatte: die Herstellung von Hubschraubern, berühmten Manufakturen wie Conte Corrado Agusta (MV Agusta, Motorräder und Hubschrauber) nacheifernd. Da er hierfür jedoch keinerlei Lizenzen von der italienischen Regierung erhielt, entschied er sich, seine Aufmerksamkeit weiter dem Traktorenbau zu widmen.

## Sportwagen

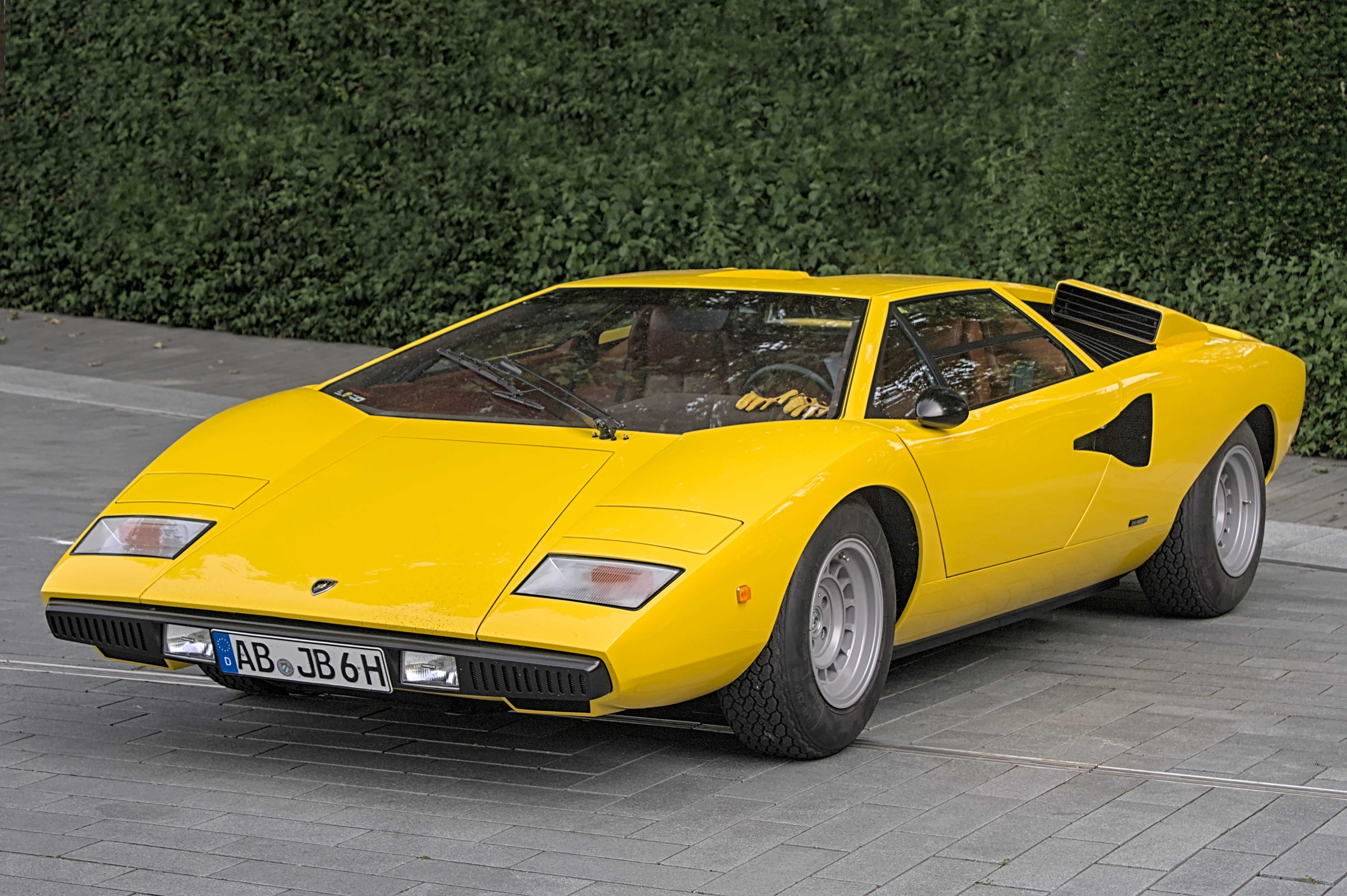
Lamborghini Countach LP 400

Seit den frühen 1960er-Jahren dachte Ferruccio Lamborghini über die Ausweitung seines Betriebes auf die Automobilproduktion nach. In der Literatur werden diese Überlegungen vielfach auf ein angebliches Zerwürfnis zwischen Ferruccio Lamborghini und Enzo Ferrari zurückgeführt, der sich – je nach Quelle – geweigert haben soll, seine Kupplungen bzw. die Zylinderköpfe seiner Sportwagen nach Lamborghinis Vorstellungen zu modifizieren oder Ferruccio Lamborghini zu einem Gespräch zu empfangen. Ferruccio Lamborghini beteiligte sich im Laufe der Jahrzehnte wiederholt an der Verbreitung dieser Geschichten. Ihr Wahrheitsgehalt wird allerdings bezweifelt. Andere Darstellungen gehen davon aus, dass sich Ferruccio Lamborghini und Enzo Ferrari nie persönlich kennengelernt haben. Vielmehr habe Lamborghini die Sportwagenproduktion in erster Linie mit dem Ziel aufgenommen, Werbung für seinen Traktorbetrieb zu machen; die angebliche Animosität zu Ferrari sei lediglich ein PR-Instrument gewesen. Eine italienische Quelle schließlich sieht Ferruccio Lamborghinis „Liebe zu allem Mechanischen“ als den entscheidenden Grund an.
Lamborghini eröffnete 1963 eine Autofabrik in Sant’ Agata, namens Automobili Ferruccio Lamborghini S.p.A., die 1963 mit dem 350 GTV ihren ersten Prototypen präsentierte und 1964 mit der Auslieferung von Fahrzeugen begann. Das erste von Lamborghini produzierte Auto war der 350 GT. Der spätere Lamborghini Miura, benannt nach dem Namen eines spanischen Kampfstierzüchters, erlangte hohe Berühmtheit. Auf Anhieb war der mit einem Zwölfzylinder-Mittelmotor ausgestattete Lamborghini Miura in Wettbewerben erfolgreich gegen Rennwagen von Ferrari. Als Lamborghinis bekanntestes Modell gilt der Countach, der von 1971 bis 1989 produziert wurde.
1972 musste Ferruccio Lamborghini seine Unternehmen wegen wirtschaftlicher Probleme verkaufen. Von nun an betrieb er in Borgo Panicale, Umbrien, Weinbau auf einem Gut, das er hobbyhalber erworben hatte.
Seine Fabrik produzierte Autos, die für viele das Ideal an Schönheit und Perfektion im Automobilbau darstellen. Sie entsprachen Ferruccio Lamborghinis Wunsch nach dem Besten. Noch heute gelten Lamborghinis Sportwagen als Inbegriff von Luxus und Sportlichkeit.
Einmal, 1948, war er auch als Rennfahrer aktiv. Bei der Mille Miglia fuhr er einen Fiat 500 Topolino, fiel jedoch vorzeitig durch technischen Defekt aus.

## Wein
Auch mit dem Weingut ging er einen eigenen Weg: die Lamborghini-Weine sind keine „gebietstypischen“ Weine. Die für diese Gegend offiziell anerkannten, typischen italienischen Rebsorten werden mit der zuvor aus Frankreich importierten Rebsorte Cabernet Sauvignon verschnitten, um ihnen die Kraft und Finesse der Weine von Bordeaux verbunden mit typisch italienischen Weinqualitäten zu geben. Als „untypisch hergestellte Weine“ haben sie keine offizielle Anerkennung als DOC-Weine; sie müssen als „einfacher Landwein“ etikettiert und verkauft werden, auf der niedrigsten Stufe, die für den Weinverkauf zugelassen ist.
Früh jedoch schon sprach sich die außergewöhnliche Qualität seiner Weine herum, und seit Anfang der 1990er Jahre sind die Lamborghini-„Landweine“ im internationalen Hochpreissegment angelangt: als Beispiel wird der 2001er Lamborghini-Wein vom deutschen Importeur für ca. 40 Euro pro Flasche verkauft. Diesen Erfolg konnte Ferruccio Lamborghini anfänglich noch erleben.
Lamborghini erhielt für seine Verdienste um die Arbeitnehmerschaft den Orden Commendatore, außerdem wurde er 1969 zum Cavaliere del Lavoro (Ritter der Arbeit) ernannt.

## Leben
Ferruccio heiratete seine erste Frau Clelia Monti im jungen Alter. Sie bekamen 1947 einen gemeinsamen Sohn Antonio Lamborghini, auch genannt Tonino Lamborghini. Clelia verstarb jedoch bei der Geburt. Später heiratete Lamborghini Annita Borgatti, die für das Wachstum und die Entwicklung seines Unternehmens von entscheidender Bedeutung war, indem sie sich um die Buchhaltung und der Organisation des Personals kümmerte. Nachdem Ferruccio sich von seiner zweiten Frau getrennt hatte, heiratete er Maria-Teresa Cane, die Mutter seiner Tochter Patrizia Lamborghini.
Am 20. Februar 1993 starb Ferruccio Lamborghini im Alter von 76 Jahren an einem Herzinfarkt.
2022 wurde der Spielfilm Lamborghini: The Man Behind the Legend veröffentlicht, in dem Frank Grillo die Hauptrolle übernahm.